# Henri Claireaux
Pour les articles homonymes, voir Claireaux.
Henri Claireaux, né le 3 février 1911 à Saint-Pierre (Saint-Pierre-et-Miquelon) et mort le 31 juillet 2001 à Soustons (Landes), est un homme politique français.

## Biographie
Il fut président du conseil général de Saint-Pierre-et-Miquelon de 1954 à 1964. Un timbre à son effigie a été émis en janvier 2005 .

## Détail des fonctions et des mandats
Mandats parlementaires
- 12 janvier 1947 - 19 décembre 1948 : Sénateur de Saint-Pierre-et-Miquelon
- 19 décembre 1948 - 18 mai 1952 : Sénateur de Saint-Pierre-et-Miquelon
- 18 mai 1952 - 8 juin 1958 : Sénateur de Saint-Pierre-et-Miquelon
- 8 juin 1958 - 26 avril 1959 : Sénateur de Saint-Pierre-et-Miquelon
- 26 avril 1959 - 1er octobre 1968 : Sénateur de Saint-Pierre-et-Miquelon